# 国鉄タム3700形貨車
国鉄タム3700形貨車（こくてつタム3700がたかしゃ）は、かつて日本国有鉄道（国鉄）及び1987年（昭和62年）4月の国鉄分割民営化後は日本貨物鉄道（JR貨物）に在籍したタンク車である。
本形式より改造され別形式となったタム23700形および派生形式であるタム3400形、タム3450形についても本項目で解説する。

## タム3700形
タム3700形はメタノール専用の15t積私有貨車である。
本形式の他にメタノールを専用種別とする形式には、タ2900形（39両）、タ3500形（9両）、タム3400形（1両）、タム3450形（1両）、タム23700形（1両）、タサ3800形（109両）、タキ5200形（109両）、タキ7950形（25両）の8形式があった。私有貨車ではポピュラーな積荷であり、本形式は日本初の新製車によるメタノール専用車である。
1951年（昭和26年）12月13日から1963年（昭和38年）1月11日にかけて74両（タム3700 - タム3773）が日立製作所、新潟鐵工所、造機車輌、川崎車輛、若松車輛、汽車製造、富士重工業、日本車輌製造、飯野重工業にて製造された。
落成時の所有者は、日新化学工業、日本瓦斯化学工業、（その後合併により三菱瓦斯化学に社名変更）、東洋高圧工業、日本水素工業、日本石油輸送、東邦理化工業、協和ガス化学の7社であった。
1964年（昭和34年）10月6日に2両（タム3701, タム3702）がタム6904, タム6905（タム6900形）へ改造された。
1968年（昭和43年）8月に1両（タム3719）がタム23719（タム23700形）へ改称された。（後述）
貨物列車の最高速度引き上げが行われた1968年（昭和43年）10月1日ダイヤ改正対応のため、一段リンク式として落成した車両の軸ばね支持方式が二段リンク式に改造された。
1979年（昭和54年）10月より化成品分類番号「燃31」（燃焼性の物質、引火性液体、危険性度合2（中））が標記された。
鉄道輸送よりトラック輸送に切り替わり始めた1972年（昭和47年）より廃車が始まった。当形式の積荷サイズは15tとトラック輸送に切り替わるには適当な大きさであった。また、1968年から1978年（昭和53年）にかけて10両（タム3715, タム3716, タム3729, タム3730, タム3732 - タム3734, タム3739, タム3756, タム3761）がタム8102, タム8107, タム8103 - タム8106, タム8108, タム8101, タム8109, タム8110（タム8100形。（飲用）アルコール専用）へ専用種別変更のうえ改称された。
キセ（外板）なしドーム付きタンク車であり、荷役方式はマンホールによる上入れ、吐出管による下出し式である。
塗色は、黒であり、全長は8,230mm、全幅は2,432mm、全高は3,703mm、軸距は4,000mm - 4,400mm、自重は19.2t - 21.1t、換算両数は積車2.6、空車1.2、最高運転速度は75km/h、車軸は12t長軸であった。
2000年（平成12年）2月に最後まで在籍した5両（タム3706, タム3710, タム3711, タム3742, タム3744）が廃車になり同時に形式消滅となった。

### 年度別製造数
各年度による製造会社と両数、所有者は次のとおりである。（所有者は落成時の社名）
- 昭和26年度 - 3両
  - 日立製作所 3両 日新化学工業（タム3700 - タム3702）
- 昭和27年度 - 5両
  - 新潟鐵工所 3両 日本瓦斯化学工業（タム3703 - タム3705）
  - 造機車輌 2両 日本瓦斯化学工業（タム3706 - タム3707）
- 昭和28年度 - 13両
  - 川崎車輛 2両 日本瓦斯化学工業（タム3708 - タム3709）
  - 新潟鐵工所 4両 日本瓦斯化学工業（タム3710 - タム3713）
  - 造機車輌 3両 日本瓦斯化学工業（タム3714 - タム3716）
  - 若松車輛 3両 東洋高圧工業（タム3717 - タム3719）
  - 造機車輌 1両 日本水素工業（タム3720）
- 昭和29年度 - 8両
  - 造機車輌 1両 日本水素工業（タム3721）
  - 汽車製造 1両 日本水素工業（タム3722）
  - 富士重工業 6両 東洋高圧工業（タム3723 - タム3728）
- 昭和30年度 - 12両
  - 日本車輌製造 7両 日本瓦斯化学工業（タム3729 - タム3735）
  - 富士重工業 3両 東洋高圧工業（タム3736 - タム3738）
  - 造機車輌 1両 日本瓦斯化学工業（タム3739）
  - 造機車輌 1両 日本水素工業（タム3740）
- 昭和31年度 - 10両
  - 日本車輌製造 4両 日本瓦斯化学工業（タム3741 - タム3744）
  - 造機車輌 6両 日本水素工業（タム3745 - タム3750）
- 昭和32年度 - 11両
  - 飯野重工業 6両 日本瓦斯化学工業（タム3751 - タム3756）
  - 日本車輌製造 5両 日本瓦斯化学工業（タム3757 - タム3761）
- 昭和33年度 - 3両
  - 日本車輌製造 3両 日本石油輸送（タム3762 - タム3764）
- 昭和34年度 - 1両
  - 日本車輌製造 1両 東邦理化工業（タム3765）
- 昭和35年度 - 3両
  - 若松車輛 3両 日本石油輸送（タム3766 - タム3768）
- 昭和36年度 - 2両
  - 日本車輌製造 2両 東邦理化工業（タム3769 - タム3770）
- 昭和37年度 - 3両
  - 日立製作所 3両 協和ガス化学（タム3771 - タム3773）

## タム23700形
タム23700形はメタノール専用の15t積みタンク私有貨車である。
当初タム3700形の軸ばね支持装置は一段リンク式であったが、貨物列車の最高速度引き上げが行われた1968年（昭和43年）10月1日ダイヤ改正対応のため、大半の車は二段リンク式に改造したが、1両（タム3719）の未改造の車が残り区別のため別形式（タム23700形）とした1形式1両の車であった。改造内容は標記類の書き換え以外なにもなく、むしろ本形式の方が本来のタム3700形ともいえる。
車番は「タム23700」とはならず、「タム23719」となった。（現番号+20000）
所有者は東洋高圧工業であり、社名がその後三井東圧化学（現在では三井化学）となり、函館本線の豊沼駅を生涯変わることなく常備駅として運用された。
1979年（昭和54年）10月より化成品分類番号「燃31」（燃焼性の物質、引火性液体、危険性度合2（中））が標記された。
塗色は、黒であり黄色（黄1号）の帯を巻いている。全長は8,230mm、自重は12.0t、換算両数は積車2.6、空車1.2、最高運転速度は65km/h、車軸は12t長軸であった。
1982年（昭和57年）11月4日に廃車となり同時に形式消滅となった。

## タム3400形
タム3400形は、メタノール専用の 15t 積二軸私有貨車（タンク車）である。
1952年（昭和27年）4月25日に、汽車製造にて1両（タム3400）が製造された。
落成時の所有者は、日本水素工業であり、福島臨海鉄道の宮下駅を常備駅として運用された。社名は1971年（昭和46年）6月5日（本車の移籍日）に日本化成に変更された。
貨物列車の最高速度引き上げが行われた1968年（昭和43年）10月1日ダイヤ改正対応のため、本車の軸ばね支持方式が二段リンク式に改造された。
タム3400形は、タンク体がアルミニウムで製作された点がタム3700形と大きく異なる。タンク受台は落成当初は8個であったが、その後16個に増設された。
塗色は、銀色であり、全長は9,100mm、全幅は2,440mm、全高は3,853mm、軸距は4,500mm、自重は8.5 - 10.8t、換算両数は積車2.4、空車0.8、最高運転速度は75km/h、車軸は12t長軸であった。
1980年（昭和55年）1月31日に廃車となり同時に形式消滅となった。

## タム3450形
タム3450形は、製造当初は国鉄、国鉄分割民営化後はJR貨物に車籍を有したメタノール専用の 15t 積二軸私有貨車（タンク車）である。製造当初は国鉄、国鉄分割民営化後はJR貨物に車籍を有した。
1954年（昭和29年）4月14日に1両（タム3450）のみが新潟鐵工所で試作された。
落成時の所有者は、日本瓦斯化学工業であったが1971年（昭和46年）12月17日に三菱江戸川化学との合併により三菱瓦斯化学へ名義変更された。
メタノール専用車としてはタム3700形に次ぐもので、同形式との差異はタンク体がステンレス鋼（SUS304）製であることである。タンク体は、ドーム付きのキセなし直筒形で、積荷の積み卸し方式もタム3700形と同様のマンホールからの上入れ、吐出管による下出し方式である。寸法的にはタム3700形とほぼ同大で全長8,800mm、全幅2,534mm、全高3,712mm、軸距4,400m。自重は10.2tで、換算両数は積車2.6、空車1.0である。走り装置は製造時は（一段）リンク式で最高速度65km/hであったが、1968年（昭和43年）10月ダイヤ改正に際して新津工場にて二段リンク式化され、最高速度も75km/hとなった。塗色は製造時はステンレス地色の銀であったが、後年黒に塗られている。
1979年（昭和54年）10月より化成品分類番号「燃31」（燃焼性の物質、引火性液体、危険性度合2（中））が標記された。
本形式は、2000年（平成12年）3月に廃車され、形式消滅した。